# Remedy Lane
Remedy Lane – czwarty studyjny album szwedzkiej grupy muzycznej Pain of Salvation. 
Książeczka dołączona do płyty poza standardowymi informacjami zawiera też zdjęcia i opisy połączone bezpośrednio z fabułą albumu.

## Lista utworów
1. Of Two Beginnings - 2:24
Chapter I:
2. Ending Theme - 4:59
3. Fandango - 5:51
4. A Trace of Blood - 8:17
5. This Heart of Mine (I Pledge) - 4:01
Chapter II:
6. Undertow - 4:47
7. Rope Ends - 7:02
8. Chain Sling - 3:58
9. Dryad of the Woods - 4:56
Chapter III:
10. Remedy Lane - 2:15
11. Waking Every God - 5:19
12. Second Love - 4:21
13. Beyond the Pale - 9:56
Na japońskiej edycji albumu znalazł się dodatkowo utwór "Thorn Clown" (7:23). Został on umieszczony pomiędzy utworami "Dryad of the Woods" i "Remedy Lane".

## Twórcy
- Daniel Gildenlöw - główny wokal, gitara
- Fredrik Hermansson - keyboard
- Johan Hallgren - gitara, wokal
- Johan Langell - perkusja, wokal
- Kristoffer Gildenlöw - gitara basowa, wokal